# Al Baqa
Al Baqa, chiamato anche Al Baqa'a e Al-Beqa or Al baqr (nome dal significato di "Valle aperta"), è un villaggio palestinese situato a est di Hebron. Sin dal 1967 è occupato da Israele. Si trova in mezzo agli insediamenti israeliani di Givat Harsina e Kiryat Arba. Ad ovest confina con la località chiamata Wadi al-Ghrous.
Un villaggio beduino omonimo si trova a circa 11 km da Ramallah.

## Geografia
Al Baqa è situato nel cuore della Valle di Baqa, pochi chilometri ad est della città di Hebron. SI trova in posizione centrale rispetto agli insediamenti israeliani di Givat Harsina e Kiryat Arba. A circa mezzo chilometro ad ovest del villaggio si trova la piccola località chiamata Wadi al-Ghrous, tagliata a metà dalla strada 3507, che connette i due insediamenti. Un avamposto militare si trova a metà dei due villaggi, adiacente alla suddetta strada. A nord Al Baqa confina con Al Bowereh. Ad est del villaggio si trovano gli insediamenti di Sa'ir e Bani Na'im, separati dalla Autostrada Israeliana 60. La zona di Al Baqa è rurale.

## Popolazione
Secondo il censo del 2007 la popolazione di Al Baqa nel suddetto anno era di circa 1200 persone. Nel 2011 il PCBS ha contato 1369 individui. La popolazione è formata principalmente da 6 famiglie: La famiglia Jaber, Sultan, Qamery, Talhamey, Al Natsha e Da'na. Wadi al-Ghrous invece aveva 65 famiglie nel 2005.

## Occupazione Israeliana
Al Baqa e il suo vicino Wadi al-Ghrous sono pesantemente condizionati dall'occupazione israeliana. Sono isolati dal resto della Cisgiordania da villaggi, strade, posti di blocco e barriere di separazione Parti significative delle terre sono state espropriate per costruire villaggi e strade. Gli abitanti vorrebbero accorpare più terre palestinesi per costruire un unico grosso blocco e unire i villaggi vicini di Givat Harsina e Kiryat Arba.

### Agricoltura e risorse d'acqua
Sia residenti Palestinesi che osservatori esterni hanno denunciato attacchi, demolizioni e confische compiute da militari e coloni israeliani. Il 29 ottobre del 2009 coloni, aiutati da dipendenti della Israeli Civil Administration hanno livellato campi, confiscato tubi adibiti all'irrigazione e distrutto muretti in pietra e canali di irrigazione. Nella settimana precedente a questo attacco, soldati e civili avevano aggredito i contadini palestinesi per obbligarli a smettere di crescere prodotti agricoli, maggior sorgente di guadagno per i contadini. Il 21 maggio del 2012, militari, poliziotti e lavoratori della Mekorot hanno distrutto ortaggi e confiscato attrezzi per l'irrigazione. Oltre 13 dunum di terra fertile sono stati distrutti.
Il 2 marzo 2011 le truppe israeliane hanno distrutto 3 pozzi, uno ad Al Baqa e due a Wadi al-Ghrous. Secondo le autorità erano stati costruiti senza permessi. Il 22 ottobre 2012 un altro pozzo è stato di Wadi è stato distrutto.